# Sing Party
Sing Party (anteriormente sólo SiNG, y estilizado como SiNG PARTY) es un videojuego de fiesta y música desarrollado por FreeStyleGames y publicado por Nintendo para la Wii U. Se trata de un juego de estilo karaoke que salió a la venta el día del lanzamiento de la Wii U en Norteamérica y en Europa en enero de 2013.
El juego viene con un micrófono oficial de Wii U karaoke, que también se venderá por separado. Se necesita un micrófono para todas las versiones del juego, incluidas las que se descargan desde la Tienda En línea de Nintendo. Los anteriores micrófonos con licencia usados con juegos de canto para Wii también son compatibles con este juego.

## Modo de juego
Al igual que otros juegos de karaoke, los jugadores cantan las letras de las canciones disponibles y se anotan según su ritmo, sin embargo, Sing Party permite que varias personas toquen junto con el cantante principal.
El juego incluye una variedad de modos diferentes. En el Modo Fiesta, los cantantes principales leen las letras de las canciones en el Wii U GamePad, lo que les permite enfrentarse a los otros jugadores, que representan al público de los cantantes principales, y los cantantes principales pueden moverse por la sala en lugar de mirar la pantalla del televisor. Los otros jugadores se unen a la diversión siguiendo las señales de la actuación física de los cantantes principales, cantando las voces de fondo y bailando junto con los movimientos que se muestran en la pantalla de televisión.
En el modo Sing, los músicos pueden cantar solos o a dúo con armonías. A medida que se interpreta la canción, sus cualidades vocales se califican y evalúan en la televisión en tiempo real.
En el modo de equipo, los jugadores pueden dividirse en dos grupos, lo que permite a los jugadores enfrentarse a sus rivales musicales a medida que giran a través de diferentes modos de juego.

### Lista de canciones
La siguiente es una lista de las 50 canciones disponibles en el juego. Dado que Sing Party está habilitado para funcionar en línea y se conecta a la red de Nintendo, Nintendo anunció el lanzamiento de futuras canciones como DLC a principios de 2013, aunque nunca se publicó ninguna.
| Canción                                   | Artista                              | Lanzado |
| ----------------------------------------- | ------------------------------------ | ------- |
| "Call Me Maybe"                           | Carly Rae Jepsen                     | 2011    |
| "Glad You Came"                           | The Wanted                           | 2011    |
| "Le Freak"                                | Chic                                 | 1978    |
| "Party Rock Anthem"                       | LMFAO                                | 2011    |
| "The Edge of Glory"                       | Lady Gaga                            | 2011    |
| "The Shoop Shoop Song (It's in His Kiss)" | Betty Everett                        | 1964    |
| "Only Girl (In The World)"                | Rihanna                              | 2010    |
| "I Want You Back"                         | The Jackson Five                     | 1969    |
| "I Got You (I Feel Good)"                 | James Brown                          | 1965    |
| "Y.M.C.A."                                | The Village People                   | 1978    |
| "Love You like a Love Song"               | Selena Gomez & the Scene             | 2011    |
| "Baby"                                    | Justin Bieber con Ludacris           | 2010    |
| "Don't Stop Me Now"                       | Queen                                | 1979    |
| "Go Your Own Way"                         | Fleetwood Mac                        | 1976    |
| "Kids in America"                         | Kim Wilde                            | 1981    |
| "Ironic"                                  | Alanis Morissette                    | 1996    |
| "So Good"                                 | B.o.B                                | 2012    |
| "Surfin' U.S.A."                          | The Beach Boys                       | 1963    |
| "Just The Way You Are"                    | Bruno Mars                           | 2010    |
| "Jar of Hearts"                           | Christina Perri                      | 2010    |
| "I Believe in a Thing Called Love"        | The Darkness                         | 2003    |
| "Groove Is in the Heart"                  | Deee-Lite con Q-Tip y Bootsy Collins | 1990    |
| "Mercy"                                   | Duffy                                | 2008    |
| "Theme from New York, New York"           | Frank Sinatra                        | 1980    |
| "You've Got the Love"                     | Florence + The Machine               | 2009    |
| "I Will Survive"                          | Gloria Gaynor                        | 1978    |
| "Alone"                                   | Heart                                | 1987    |
| "The Power of Love"                       | Huey Lewis and the News              | 1985    |
| "Flashdance... What a Feeling"            | Irene Cara                           | 1983    |
| "I'm Yours"                               | Jason Mraz                           | 2008    |
| "Walking on Sunshine"                     | Katrina and the Waves                | 1985    |
| "Firework"                                | Katy Perry                           | 2010    |
| "Just a Kiss"                             | Lady Antebellum                      | 2011    |
| "Satellite"                               | Lena                                 | 2010    |
| "Dancing on the Ceiling"                  | Lionel Richie                        | 1986    |
| "Haven't Met You Yet"                     | Michael Bublé                        | 2009    |
| "The Climb"                               | Miley Cyrus                          | 2009    |
| "Daydream Believer"                       | The Monkees                          | 1967    |
| "How You Remind Me"                       | Nickelback                           | 2001    |
| "Don't Hold Your Breath"                  | Nicole Scherzinger                   | 2011    |
| "Always on My Mind"                       | Pet Shop Boys                        | 1987    |
| "All About Tonight"                       | Pixie Lott                           | 2011    |
| "Show Me Love"                            | Robin S.                             | 1993    |
| "You Can't Hurry Love"                    | The Supremes                         | 1966    |
| "Higher"                                  | Taio Cruz con Kylie Minogue          | 2010    |
| "Don't Leave Me This Way"                 | Thelma Houston                       | 1975    |
| "I Think We're Alone Now"                 | Tiffany                              | 1987    |
| "Love Shack"                              | The B-52's                           | 1989    |
| "Dancing in the Street"                   | Mick Jagger y David Bowie            | 1985    |
| "Ain't That a Kick in the Head"           | Robbie Williams                      | 2001    |

## Recepción
Sing Party ha recibido críticas contradictorias. IGN ha dado al juego un 6,3 sobre 10 diciendo que "mientras una persona se convierte en el actor principal, otras pueden bailar, cantar y aplaudir junto con las indicaciones en la pantalla del televisor, asegurándose de que todos los asistentes a la fiesta se diviertan juntos". Mientras que Metacritic dio una puntuación del 60% indicando "Reseñas mixtas o medias", siendo su consenso general que "mientras el intérprete utiliza el GamePad y el micrófono para cantar, todos los demás en la sala se enredan utilizando las pistas de la pantalla". Nintendo Insider otorgó el 80%, escribiendo "en SiNG Party, FreeStyleGames ha posicionado una base sólida que piensa con éxito fuera de la caja al acercarse a las capacidades de hardware únicas".